# 傅敬和
傅敬和（？—？），东清河郡贝丘县（今山东省博兴县）人，北魏、东魏官员。

## 生平
傅敬和与弟弟傅敬仲都是嗜酒无行之辈，权势之家对他们也是畏惧三分。傅敬和历任青州镇远府长史，在父亲傅竖眼死后袭爵为武强县开国子。魏孝庄帝时期，傅敬和出任征东将军、益州刺史，这是因为北魏朝廷念及傅竖眼生前在益州的惠政美名的原因。傅敬和到了益州，无休止的聚敛钱财，嗜酒好色，远近之人普遍失望。天平二年（535年）七月，南梁鄱阳王萧范和南梁州刺史樊文炽分兵合围晋寿，傅敬和献城投降，被送到江南。后来梁武帝认为高欢威势和德政日益增长，深恐受到威胁，就命令傅敬和回到北魏，以申明和睦通好之意。很久之后，傅敬和出任北徐州刺史，再度因为贪杯而遭受土贼的偷袭，弃城逃走。傅敬和被征召送到廷尉，遇到开恩被赦免，于是傅敬和被朝廷废弃不用，在家中去世。

## 家庭

### 曾祖父母
- 傅融，刘宋州主簿、治中、别驾[1]
- 清河崔氏[1]

### 祖父母
- 傅灵越，刘宋冠军将军、青兖二州刺史[1]
- 清河张氏[1]

### 父母
- 傅竖眼，北魏镇西将军、都督梁巴西益四州诸军事、西道大行台、兼吏部尚书、梁州刺史、武强县开国子[1]
- 清河崔氏[1]

### 兄弟姐妹
- 傅敬仲，北魏平东将军、太中大夫[1]
- 傅敬绍

### 夫人
- 荥阳郑氏[1]